# Lakanprotesten
Lakanprotesten var under konflikten i Nordirland en del av en fem år lång protest som genomfördes av fångar i Mazefängelset (även känt som "Long Kesh"). Fångarna var medlemmar av Provisoriska IRA (IRA) och Irish National Liberation Army (INLA) i Nordirland. Som protest mot att fångarna 1976 inte längre tilläts bära sina egna kläder vägrade de bära den påtvingade fängelseuniformen och gick istället nakna eller iklädde sig lakan. Anledningen till vägran att bära andra kläder än sina egna kläder var att de fängslade IRA- och INLA-medlemmarna betraktade sig som politiska fångar.